# Neimongosaurus
Neimongosaurus (que significa “lagarto da Mongólia Interior”) é um gênero de dinossauro terópode herbívoro do clado Therizinosauria que viveu na Ásia durante o estágio Cenomaniano do período Cretáceo Superior no que hoje é a Formação Iren Dabasu [en].

## Descoberta e nomeação

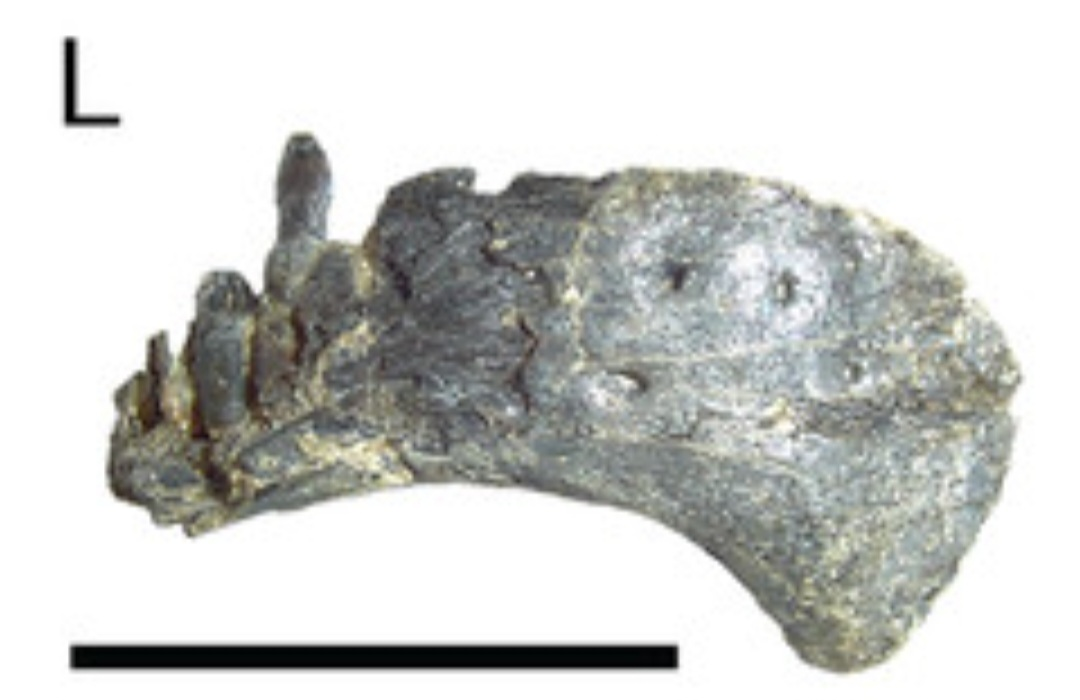
Dentário rostral direito do holótipo de N. yangi.

Neimongosaurus é um membro do clado Therizinosauria conhecido pelo holótipo LH V0001, que consiste em uma caixa craniana parcialmente preservada; a parte frontal da mandíbula inferior direita; uma coluna axial quase completa com 15 vértebras cervicais (incluindo o eixo), 4 dorsais e 22 caudais; uma fúrcula; ambos os escápulocoracoides; ambos os úmeros; o rádio esquerdo; o ílio fragmentado; ambos os fêmures; ambas as tíbias; o tarso esquerdo e um pé esquerdo praticamente completo e articulado. Um segundo espécime, LH V0008, que consiste em um sacro composto por 6 vértebras sacrais e ambos os ossos ilíacos, foi atribuído como parátipo. Os espécimes foram coletados em 1999 em Sanhangobi, na Mongólia Interior, na Formação Iren Dabasu, datada do estágio Cenomaniano.
Com base nesses restos mortais, a espécie-tipo, Neimongosaurus yangi, foi formalmente nomeada e descrita por Zhang Xiaohong, Xu Xing, Paul Sereno, Kwang Xuewen e Tan Lin [en] em 2001. O nome genérico é derivado de "Nei Mongol", o nome chinês da Mongólia Interior. O nome específico homenageia Yang Zhongjian [en].

## Descrição

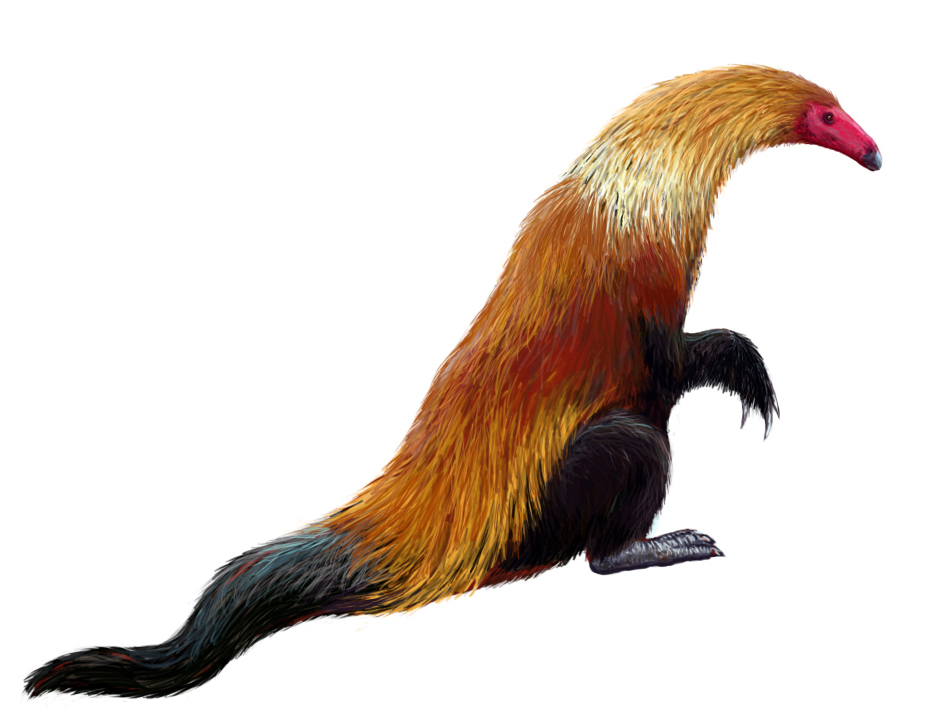
Paleoarte.

Acredita-se que Neimongosaurus tenha sido um membro do clado Therizinosauria de pequeno porte, com 2,3 a 3 m de comprimento e pesando de 91 a 227 kg.
Neimongosaurus era um animal bípede e pesado, com membros posteriores bem desenvolvidos. O fêmur media 36,6 cm de comprimento, com uma haste reta, a cabeça do fêmur apontando para os lados internos. Ambas as tíbias estão preservadas, medindo 31 cm; mais curtas que o fêmur. Sua mandíbula inferior é em forma de U, preservando apenas um dentário direito parcial. Há 5 alvéolos dentários nos quais apenas um dente foi preservado. É grosseiramente serrilhado, indicando uma dieta herbívora como a de outros membros do clado Therizinosauria, como o Alxasaurus ou o Erlikosaurus. Ele tinha um pescoço relativamente alongado composto por aproximadamente 16 cervicais (se o atlas estiver preservado). No geral, os membros anteriores estão bem preservados, faltando o manus. Sua escápula tinha uma extremidade afilada.

## Classificação
Os descritores originais do gênero atribuíram o Neimongosaurus ao clado Therizinosauria, em uma posição basal. Análises cladísticas subsequentes indicaram uma posição na família Therizinosauridae mais derivada, mas uma análise em 2010 por Lindsay Zanno [en] recuperou a colocação original. No entanto, Hartman e colegas atribuíram o Neimongosaurus como um membro do clado Therizinosauria novamente. Abaixo estão os resultados:

|  | Neimongosaurus                                                        |
|  |                                                                       |
|  | \| \| Therizinosaurus \| \| \| \| \| \| Erliansaurus [en] \| \| \| \| |
|  |                                                                       |
|  | Therizinosaurus                                                       |
|  |                                                                       |
|  | Erliansaurus [en]                                                     |
|  |                                                                       |

|  | Therizinosaurus   |
|  |                   |
|  | Erliansaurus [en] |
|  |                   |

|  | Neimongosaurus                                                        |
|  |                                                                       |
|  | \| \| Therizinosaurus \| \| \| \| \| \| Erliansaurus [en] \| \| \| \| |
|  |                                                                       |
|  | Therizinosaurus                                                       |
|  |                                                                       |
|  | Erliansaurus [en]                                                     |
|  |                                                                       |

|  | Therizinosaurus   |
|  |                   |
|  | Erliansaurus [en] |
|  |                   |

|  | Segnosaurus |
|  |             |
|  | AMNH 6368   |
|  |             |

|  | Erlikosaurus           |
|  |                        |
|  | Nothronychus graffami  |
|  |                        |
|  | Nothronychus mckinleyi |
|  |                        |

|  | Segnosaurus |
|  |             |
|  | AMNH 6368   |
|  |             |

|  | Erlikosaurus           |
|  |                        |
|  | Nothronychus graffami  |
|  |                        |
|  | Nothronychus mckinleyi |
|  |                        |

|  | Segnosaurus |
|  |             |
|  | AMNH 6368   |
|  |             |

|  | Erlikosaurus           |
|  |                        |
|  | Nothronychus graffami  |
|  |                        |
|  | Nothronychus mckinleyi |
|  |                        |

|  | Segnosaurus |
|  |             |
|  | AMNH 6368   |
|  |             |

|  | Erlikosaurus           |
|  |                        |
|  | Nothronychus graffami  |
|  |                        |
|  | Nothronychus mckinleyi |
|  |                        |

|  | Segnosaurus |
|  |             |
|  | AMNH 6368   |
|  |             |

|  | Erlikosaurus           |
|  |                        |
|  | Nothronychus graffami  |
|  |                        |
|  | Nothronychus mckinleyi |
|  |                        |

|  | Segnosaurus |
|  |             |
|  | AMNH 6368   |
|  |             |

|  | Erlikosaurus           |
|  |                        |
|  | Nothronychus graffami  |
|  |                        |
|  | Nothronychus mckinleyi |
|  |                        |

|  | Segnosaurus |
|  |             |
|  | AMNH 6368   |
|  |             |

|  | Erlikosaurus           |
|  |                        |
|  | Nothronychus graffami  |
|  |                        |
|  | Nothronychus mckinleyi |
|  |                        |

|  | Segnosaurus |
|  |             |
|  | AMNH 6368   |
|  |             |

|  | Erlikosaurus           |
|  |                        |
|  | Nothronychus graffami  |
|  |                        |
|  | Nothronychus mckinleyi |
|  |                        |

|  | Neimongosaurus                                                        |
|  |                                                                       |
|  | \| \| Therizinosaurus \| \| \| \| \| \| Erliansaurus [en] \| \| \| \| |
|  |                                                                       |
|  | Therizinosaurus                                                       |
|  |                                                                       |
|  | Erliansaurus [en]                                                     |
|  |                                                                       |

|  | Therizinosaurus   |
|  |                   |
|  | Erliansaurus [en] |
|  |                   |

|  | Neimongosaurus                                                        |
|  |                                                                       |
|  | \| \| Therizinosaurus \| \| \| \| \| \| Erliansaurus [en] \| \| \| \| |
|  |                                                                       |
|  | Therizinosaurus                                                       |
|  |                                                                       |
|  | Erliansaurus [en]                                                     |
|  |                                                                       |

|  | Therizinosaurus   |
|  |                   |
|  | Erliansaurus [en] |
|  |                   |

|  | Segnosaurus |
|  |             |
|  | AMNH 6368   |
|  |             |

|  | Erlikosaurus           |
|  |                        |
|  | Nothronychus graffami  |
|  |                        |
|  | Nothronychus mckinleyi |
|  |                        |

|  | Segnosaurus |
|  |             |
|  | AMNH 6368   |
|  |             |

|  | Erlikosaurus           |
|  |                        |
|  | Nothronychus graffami  |
|  |                        |
|  | Nothronychus mckinleyi |
|  |                        |

|  | Segnosaurus |
|  |             |
|  | AMNH 6368   |
|  |             |

|  | Erlikosaurus           |
|  |                        |
|  | Nothronychus graffami  |
|  |                        |
|  | Nothronychus mckinleyi |
|  |                        |

|  | Segnosaurus |
|  |             |
|  | AMNH 6368   |
|  |             |

|  | Erlikosaurus           |
|  |                        |
|  | Nothronychus graffami  |
|  |                        |
|  | Nothronychus mckinleyi |
|  |                        |

|  | Segnosaurus |
|  |             |
|  | AMNH 6368   |
|  |             |

|  | Erlikosaurus           |
|  |                        |
|  | Nothronychus graffami  |
|  |                        |
|  | Nothronychus mckinleyi |
|  |                        |

|  | Segnosaurus |
|  |             |
|  | AMNH 6368   |
|  |             |

|  | Erlikosaurus           |
|  |                        |
|  | Nothronychus graffami  |
|  |                        |
|  | Nothronychus mckinleyi |
|  |                        |

|  | Segnosaurus |
|  |             |
|  | AMNH 6368   |
|  |             |

|  | Erlikosaurus           |
|  |                        |
|  | Nothronychus graffami  |
|  |                        |
|  | Nothronychus mckinleyi |
|  |                        |

|  | Segnosaurus |
|  |             |
|  | AMNH 6368   |
|  |             |

|  | Erlikosaurus           |
|  |                        |
|  | Nothronychus graffami  |
|  |                        |
|  | Nothronychus mckinleyi |
|  |                        |

## Paleobiologia
Em um resumo de conferência de 2006, Sara Burch apresentou a amplitude de movimento inferida nos braços do Neimongosaurus e concluiu que o movimento geral na articulação glenoumeral era mais ou menos circular e direcionado para os lados e ligeiramente para baixo, o que divergia das amplitudes mais ovais, direcionadas para trás e para baixo de outros terópodes. Essa capacidade de estender os braços consideravelmente para a frente pode ter ajudado o Neimongosaurus a alcançar e agarrar folhagens.